# بایرام فضلی
بایرام فضلی (زاده ۱۳۴۷ در میاندوآب) فیلم‌بردار ، نویسنده و تهیه کننده اهل ایران است.

## زندگی‌نامه
متولد شهرستان میاندوآب واقع در آذربایجان غربی است. او فارغ‌التحصیل رشته سینما در مقطع کارشناسی سینما از دانشکده سینما و تئاتر دانشگاه هنر است. وی همچنین عضو رسمی انجمن فیلمبرداران سینمای ایران و مجمع فیلمسازان ایران است و بیشتر به عنوان مدیر فیلمبرداری در سینمای ایران فعالیت می‌کند. تاکنون در بیش از ۱۲۰ فیلم کوتاه و بلند و مستند و داستانی به عنوان فیلمبردار و تصویر بردار همکاری داشته‌است.

## آثار

### کارگردان
- باز هم سیب داری؟ (۱۳۸۵)
- چاه (فیلم کوتاه)
- سنگر رو به رو (فیلم کوتاه)
- جن زیبا (۱۳۹۷)

### نویسنده
- باز هم سیب داری؟ (۱۳۸۵)
- جن زیبا (۱۳۹۷)

### مدیر فیلم‌برداری
- دعوتنامه (۱۳۹۵)
- بی‌سایه (۱۳۹۵)
- شاید یک معجزه (۱۳۹۳)
- شرفناز (۱۳۹۳)
- از تهران تا بهشت (۱۳۹۱)
- ماندوو (۱۳۸۹)
- زنها شگفت انگیزند (۱۳۸۹)
- از ما بهتران (۱۳۸۷)
- انتهای زمین (۱۳۸۶)
- همخانه (۱۳۸۶)
- دم صبح (۱۳۸۴)
- ماجراهای اینترنتی (چای نت) (۱۳۸۳)
- خواب تلخ (۱۳۸۲)
- نامه‌های باد (۱۳۸۰)

### فیلم‌بردار
- تنها دو بار زندگی می‌کنیم (۱۳۸۶)
- باز هم سیب داری؟ (۱۳۸۵)